# Liste des grands maîtres de l'ordre Teutonique
Cet article dresse la liste des grands maîtres de l’ordre Teutonique (en allemand : die Hochmeister des Deutschen Ordens). La fonction de grand maître correspond au plus haut rang de l'ordre Teutonique.

## L'époque des frères Hospitaliers (1190-1198)
L’ordre Teutonique a d'abord été un groupe de chevaliers allemands au service de l'ordre des chevaliers Hospitaliers de Saint-Jean de Jérusalem.
Les dirigeants de ce groupe ne portent pas, à proprement parler, le titre de grand maître.
- 1190-1192 : Maître Sibrand.
- 1192-1194 : Gerhard.
- 1194-1196 : Heinrich, vraisemblablement un prêtre.
- 1196-1198 : Heinrich, le précepteur (sans doute la même personne que Heinrich Walpot, 1er grand maître de l'ordre Teutonique).

## Les débuts de l'ordre Teutonique (1198-1209)
| Portrait | Nom                                   | Magistère      | Notes |
| -------- | ------------------------------------- | -------------- | ----- |
|          | Heinrich Walpot (???-24 octobre 1200) | 1190/1198-1200 |       |
|          | Otto von Kerpen (???-1208)            | 1200-1208      |       |
|          | Heinrich von Tunna (???-2 juin 1209)  | 1208-1209      |       |

## Les maîtres provinciaux de Prusse (1230-1303)
L'ordre Teutonique est invité à intervenir en Prusse en 1226 par le prince Conrad de Mazovie et commence sa croisade prussienne en 1230 alors que le grand maître est Hermann von Salza.
| Portrait | Nom                                             | Magistère | Notes                                                |
| -------- | ----------------------------------------------- | --------- | ---------------------------------------------------- |
|          | Hermann von Salza (1179-20 mars 1239)           | 1209-1239 |                                                      |
|          | Conrad de Thuringe (1206-24 juillet 1240)       | 1239-1240 |                                                      |
|          | Gerhard von Malberg (v.1200-26 novembre 1246)   | 1240-1244 | Forcé de démissionner, il rejoint l'ordre du Temple. |
|          | Heinrich von Hohenlohe (v.1200-15 juillet 1249) | 1244-1249 |                                                      |

- 1249-1252 : Günther von Wüllersleben.
- 1252-1256 : Poppo von Osterna.
- 1256-1273 : Anno von Sangershausen.
- 1273-1282 : Hartmann von Heldrungen.
- 1282-1290 : Burchard von Schwanden.
- 1291-1296 : Konrad von Feuchtwangen.
- 1297-1303 : Gottfried von Hohenlohe.

## Les grands maîtres en Prusse (1303-1525)

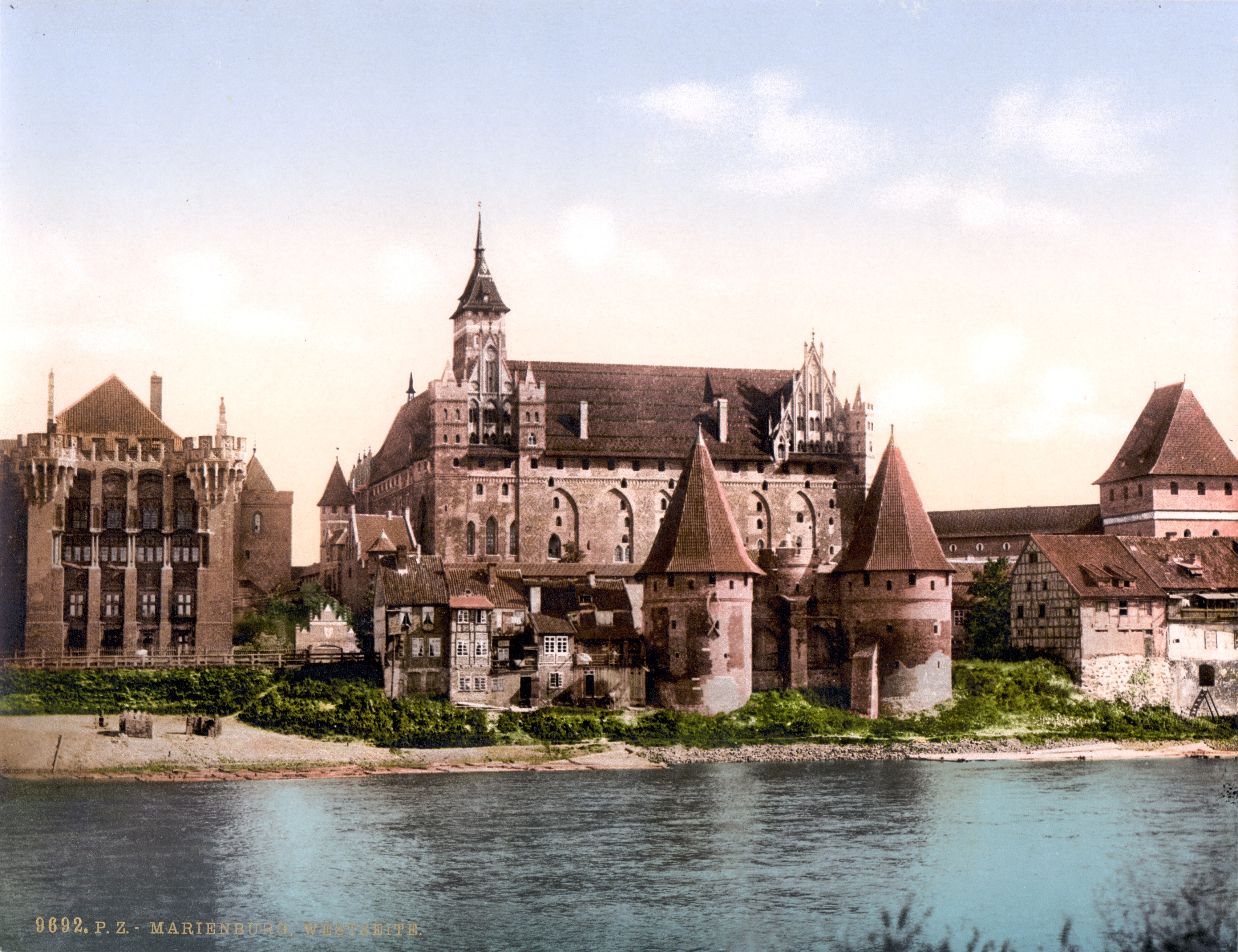
Forteresse teutonique de Marienbourg

| Dynastie                | Nom                               | Magistère | Notes |  |
| ----------------------- | --------------------------------- | --------- | --- |  |
| Maison de Feuchtwangen  | Siegfried von Feuchtwangen        | 1303-1311 | |  |
| Maison de Trier         | Karl von Trier                    | 1311-1324 | |  |
| Maison de Orseln        | Werner von Orseln                 | 1324-1330 | |  |
| Maison de Braunschweig  | Luther von Braunschweig           | 1331-1335 | |  |
| Maison de Altenburg     | Dietrich von Altenburg            | 1335-1341 | |  |
| Maison de Wattzau       | Ludolf König von Wattzau          | 1342-1345 | |  |
| Maison de Arfberg       | Heinrich Dusemer von Arfberg      | 1345-1351 | |  |
| Maison de Kniprode      | Winrich von Kniprode              | 1352-1382 | |  |
| Maison de Rotenstein    | Konrad Zöllner von Rotenstein     | 1382-1390 | |  |
| Maison de Wallenrode    | Konrad von Wallenrode             | 1391-1393 | |  |
| Maison de Jungingen     | Konrad von Jungingen              | 1393-1407 | |  |
| Maison de Jungingen     | Ulrich von Jungingen              | 1407-1410 | |  |
| Maison de Plauen        | Heinrich von Plauen               | 1410-1413 | |  |
| Maison de Sternberg     | Michael Küchmeister von Sternberg | 1414-1422 | |  |
| Maison de Rusdorf       | Paul von Rusdorf                  | 1422-1441 | |  |
| Maison de Erlichshausen | Konrad von Erlichshausen          | 1441-1449 | |  |
| Maison de Hohenlohe     | Ludwig von Erlichshausen          | 1449-1467 | |  |
| Maison Reuss            | Henri Reuss de Plauen             | 1467-1470 | |  |
| Maison de Richtenberg   | Heinrich Reffle von Richtenberg   | 1470-1477 | |  |
| Maison de Wetzhausen    | Martin Truchseß von Wetzhausen    | 1477-1489 | |  |
| Maison de Tiefen        | Johann von Tiefen                 | 1489-1497 | |  |
| Maison de Wettin        | Frédéric de Saxe                  | 1498-1510 | |  |
| Maison de Hohenzollern  | Albert de Brandebourg             | 1510-1525 | Il se convertit au luthéranisme et sécularise l'État teutonique de Prusse en accord avec le roi de Pologne (traité de Cracovie), devenant le premier duc de Prusse. |  |

## Les maîtres provinciaux de Livonie
Les chevaliers Porte-Glaive, créés en Livonie (actuelles Lettonie et Estonie), sont absorbés  en 1237 par l'ordre Teutonique, dont ils deviennent la branche livonienne sous le nom d'ordre de Livonie, dirigé par un maître provincial (Landmeister). L'ordre de Livonie retrouve son indépendance en 1525, sous la direction du maître Walter de Plettenberg.

## Les grands maîtres après la sécularisation de l'ordre en Prusse (1525)

### Walter de Cronberg et ses successeurs (1527-1590)
| Dynastie              | Nom                      | Magistère | Notes |
| --------------------- | ------------------------ | --------- | --- |
| Maison de Cronberg    | Walter de Cronberg       | 1527-1543 | Réimplante l'ordre catholique dans le Saint-Empire romain germanique, avec pour siège Mergentheim en Franconie. |
| Maison de Schutzbar   | Wolfgang Schutzbar       | 1543-1566 | |
| Maison de Wenkheim    | Georg Hund von Wenkheim  | 1566-1572 | |
| Maison de Bobenhausen | Heinrich von Bobenhausen | 1572-1590 | |

### Les grands maîtres de la période desHabsbourg(1590-1923)
La maison des Habsbourg d'Autriche, puis maison de Habsbourg-Lorraine, prend l’ordre sous sa protection et lui fournit plusieurs grands maîtres.
- 1590-1618 : Maximilien III d'Autriche
- 1619-1624 : Charles d'Autriche
- 1625-1627 : Johann Eustach von Westernach
- 1627-1641 : Jean Gaspard de Stadion
- 1641-1662 : Léopold Guillaume d'Autriche
- 1662-1664 : Charles-Joseph d'Autriche
- 1664-1684 : Johann Kaspar von Ampringen (en)
- 1684-1694 : Louis-Antoine de Palatinat-Neubourg
- 1694-1732 : François-Louis de Palatinat-Neubourg
- 1732-1761 : Clément-Auguste de Bavière
- 1761-1780 : Charles-Alexandre de Lorraine
- 1780-1801 : Maximilien François d'Autriche
- 1801-1804 : Charles-Louis d'Autriche
- 1804-1835 : Antoine Victor d'Autriche
- 1835-1863 : Maximilien Joseph d'Autriche-Este
- 1863-1894 : Guillaume François d'Autriche
- 1894-1923 : Eugène d'Autriche-Teschen

## La période de l'ordre clérical (depuis 1923)
- 1923-1933 : évêque Norbert Klein (en)
- 1933-1936 : abbé Paul Heider
- 1936-1948 : abbé Robert Schälzky (de)
- 1948-1970 : abbé Marian Tumler (de)
- 1970-1988 : abbé Ildefons Pauler (de)
- 1988-2000 : abbé Arnold Wieland (de)
- 2000-2018 : abbé Bruno Platter
- Depuis 2018 : abbé Frank Bayard (en)